# Ali Khencheli
Ali Khencheli  de son vrai nom Mahmoud Benyounès, né le 10 octobre 1916 à Khenchela (Algérie) et mort le 1er avril 2004 à Khenchela, est un chanteur chaoui. 
Il devient une vedette de la chanson chaouie dans les années 1940, 1950 et 1960. Son tout premier enregistrement date de 1949, il s’agit de Kharjat men el hammam tsouj. 
Il meurt à l'âge de 88 ans.